# Przerwanki
Przerwanki (dawniej: niem. Przerwanken, w XX wieku Wiesental) – wieś w Polsce położona w województwie warmińsko-mazurskim, w powiecie węgorzewskim, w gminie Pozezdrze.
W latach 1975–1998 miejscowość administracyjnie należała do województwa suwalskiego.
Wieś położona jest nad jeziorem Gołdopiwo.
Przysiółkami wsi są Jasieńczyk i Wizental.

## Historia
Nazwy wsi: Muscowiter, w 1553 Spizenort, Spitzing, Spitzingen i jeszcze w XVI wieku Przerwanki, Przerwanken.
Wieś istniała już w roku 1544. 11 lipca 1549 starosta węgorzewski Hans von Pusch sprzedał trzy włóki sołeckie Andrzejowi Moskalowi (Muscowiter) po 30 grzywien za włókę, na założenie wsi o 30 włókach. Osiedleńcom przyznano 6 lat wolnizny. W połowie XVI w. było tu 18 chłopów czynszowych.
W 1710 roku na dżumę zmarły tu 122 osoby.
W połowie XVIII w. we wsi powstała szkoła. Wcześniej 1737 dzieci korzystały ze szkoły w Pozezdrzu. W 1855 do szkoły w Przerwankach uczęszczało 47 dzieci, a w 1935 – 55 dzieci. Po II wojnie światowej szkołę podstawową utworzono w roku 1949. W roku szkolnym 1966/67 była to szkoła czteroklasowa.
W 1858 roku we wsi było 293 mieszkańców, a w 1939 roku – 364.